# Childebert III
Koning Childebert III (ook Childebert IV genoemd om hem te onderscheiden van Childebert de Geadopteerde), was de zoon van Theuderik III. Hij volgde zijn broer Clovis IV na diens overlijden op in 695 en leefde tot 711. Zijn hofmeier, Pepijn van Herstal oefende in zijn naam de macht uit over Neustrië en Bourgondië. Vanaf koning Clovis IV begonnen de hofmeiers daadwerkelijk te regeren in 's konings naam. Zo ontstonden de verhalen van de "vadsige of luie koningen": zij namen het gemakkelijk op en lieten eigenlijk hun "eerste minister" regeren.
Childebert III werd opgevolgd door zijn zoon Dagobert III.

## Voorouders
| Voorouders van Childebert III | Voorouders van Childebert III                              | Voorouders van Childebert III                              | Voorouders van Childebert III                              | Voorouders van Childebert III                              | Voorouders van Childebert III                              | Voorouders van Childebert III                              | Voorouders van Childebert III                              | Voorouders van Childebert III                              |
| ----------------------------- | ---------------------------------------------------------- | ---------------------------------------------------------- | ---------------------------------------------------------- | ---------------------------------------------------------- | ---------------------------------------------------------- | ---------------------------------------------------------- | ---------------------------------------------------------- | ---------------------------------------------------------- |
| Overgrootouders               | Dagobert I (584-629) ∞ Nanthilde (610-642)                 | Dagobert I (584-629) ∞ Nanthilde (610-642)                 | ? (-) ∞ ? (-)                                              | ? (-) ∞ ? (-)                                              | Arnulf van Metz (582–640) ∞ Doda (~590-)                   | Arnulf van Metz (582–640) ∞ Doda (~590-)                   | Pepijn van Landen (580–639/40) ∞ Ida van Nijvel (592-652)  | Pepijn van Landen (580–639/40) ∞ Ida van Nijvel (592-652)  |
| Grootouders                   | Clovis II (637-655/58) ∞ Bathildis (626-680)               | Clovis II (637-655/58) ∞ Bathildis (626-680)               | Clovis II (637-655/58) ∞ Bathildis (626-680)               | Clovis II (637-655/58) ∞ Bathildis (626-680)               | Ansegisus (610-662) ∞ Begga (620-693)                      | Ansegisus (610-662) ∞ Begga (620-693)                      | Ansegisus (610-662) ∞ Begga (620-693)                      | Ansegisus (610-662) ∞ Begga (620-693)                      |
| Ouders                        | Theuderik III (654-691) ∞ Clothildis van Herstal (650-699) | Theuderik III (654-691) ∞ Clothildis van Herstal (650-699) | Theuderik III (654-691) ∞ Clothildis van Herstal (650-699) | Theuderik III (654-691) ∞ Clothildis van Herstal (650-699) | Theuderik III (654-691) ∞ Clothildis van Herstal (650-699) | Theuderik III (654-691) ∞ Clothildis van Herstal (650-699) | Theuderik III (654-691) ∞ Clothildis van Herstal (650-699) | Theuderik III (654-691) ∞ Clothildis van Herstal (650-699) |
| Childebert III (683-711)      |                                                            |                                                            |                                                            |                                                            |                                                            |                                                            |                                                            |                                                            |